# Lautaro Germán Acosta
Lautaro Acosta (Glew, província de Buenos Aires, Argentina, 14 de març de 1988) és un futbolista argentí que juga actualment al Club Atlético Lanús.

## Palmarès

### Sevilla FC
- Copa del Rei (2009-10)